# Lagonda 3-Litre
Lagonda 3-Litre – luksusowy samochód osobowy produkowany przez brytyjską firmę Lagonda w latach 1953–1958. Dostępny jako 2-drzwiowy kabriolet lub 4-drzwiowy sedan. Następca modelu 2.6 Litre. Do napędu użyto silnika R6 o pojemności 2,9 litra. Moc przenoszona była na oś tylną poprzez 4-biegową manualną skrzynię biegów. Samochód został zastąpiony przez model Lagonda Rapide. Wyprodukowano 270 egzemplarzy modelu 3-Litre

## Dane techniczne

### Silnik
- R6 2,9 l (2922 cm³), 2 zawory na cylinder, DOHC
- Układ zasilania: gaźnik
- Średnica × skok tłoka: 83,00 mm × 90,00 mm
- Stopień sprężania: 8,16:1
- Moc maksymalna: 142 KM (104,4 kW) przy 5000 obr./min
- Maksymalny moment obrotowy: 222 N•m przy 2000 obr./min

### Osiągi
- Przyspieszenie 0-80 km/h: 9,1 s
- Czas przejazdu pierwszych 400 m: 19,5 s
- Prędkość maksymalna: 167 km/h